# Sekundærrute 156
 Der er for få eller ingen kildehenvisninger i denne artikel, hvilket er et problem. Du kan hjælpe ved at angive troværdige kilder til de påstande, som fremføres i artiklen.

Sekundærrute 156  er en rutenummereret landevej mellem København og Roskilde. Ruten er sammenfaldende med Roskildevej mellem disse byer, dog indgår de østligste 2,6 km af Roskildevej ikke i Sekundærrute 156.

## Historie
Vejens historiske forløb gik fra Rådhuspladsen i København og endte med Algade i Roskilde, der nu er blevet til en gågade.
Anlægget af vejen blev påbegyndt i 1770 som afløsning af den gamle kongevej i Roskilde, og endte i København i 1776. Vejen blev projekteret af vejingeniøren Jean Marmillod fra Frankrig.
Roskildevejen skulle forbinde dels de små bebyggelser på Vestegnen og Roskilde med hovedstaden. En forbedring af vejanlægget blev nødvendiggjort af bl.a. den megen trafik, der blev genereret i forbindelse med markederne på Stændertorvet. I sidste halvdel af 1900-tallet opblomstrede biltrafikken, og man fandt anledning til at foretage en nummerering af de danske veje. Således blev ruten fra København til Esbjerg (med Roskildevej mellem Roskilde og København) navngivet Hovedvej 1 – siden Hovedvej A1.
Da man begyndte at bygge Holbækmotorvejen skete det over flere etaper. Således kan man i dag se, hvordan motorvejen startede/sluttede i Roskildevej mellem Høje Tåstrup og Hedehusene/Fløng.
Vagabonden Hardy Hedager boede flere år under åben himmel i et buskads ved Roskildevej.

## Navn
I folkemunde omtales strækningen fra Pile Allé på Frederiksberg til Algade i Roskilde stadig ofte som Roskildevej. Mellem Rådhuspladsen i København og Pile Allé på Frederiksberg er navnet på strækningen dog Vesterbrogade, strækningen gennem Glostrup hedder Hovedvejen, i Hedehusene er navnet Hovedgaden og i Roskilde Kommune er navnet Københavnsvej. 

## Sekundærrute 156
Sekundærrute 156 begynder ved O2 på Ålholm Plads i København, og ender ved Østre Ringvej i Roskilde, der er en del af Primærrute 6. Sekundærrute 156 er ca. 24 km lang. Fra Rådhuspladsen i København til Algade i Roskilde er strækningen ca. 31 km.

## Andre Roskildeveje
Roskildevej findes også i Bording, Frederikssund, Herning, Hillerød, Holbæk, Kolding, Ringsted, Slangerup, Solrød Strand, Tune og Vejle. I byområder i umiddelbar nærhed af Roskilde er Roskildevej traditionelt den vej, som fra den pågældende by fører mod Roskilde. Længere væk, som fx i Jylland, er vejnavnet blot opkaldt efter byen.